# Robert Malcolm Laing
Robert Malcolm Laing (Dunedin, 1865-1941) fue un botánico, pteridólogo, y algólogo neozelandés.

## Algunas publicaciones
- “The Algae of New Zealand, Their Classification and Distribution”. Ed. Presidential Address, 1894
- “Revised List of New Zealand Seaweeds”. 1901, 1902, 1905
- “The Seaweeds of Norfolk Island”. 1901, 1906
- “The Ceramiaceae”. 408 pp. 1905
- Plants of New Zealand, con Ellen W. Blackwell. 454 pp. 1907.
- “The Plant Formations and Associations of Campbell Island”. 1908
- “The Marine Algae of the Subantarctic Islands of New Zealand”. 1909
- Algae. 1909
- “Botany of the Spencer Mountains”. 1912
- “The Norfolk Island Flora”. 1915
- “The Vegetation of Banks Peninsula”. 1919, 1924
- Natural history of Canterbury: a series of articles on the early history of the province and on the history of scientific investigation, up till 1926, as well as on some results of this investigation. 299 pp. con Arnold Wall, y Robert Speight. 1927
- “Reference List of New Zealand Marine Algae”. 1927, 1930, 1939
- “New Zealand Bangiales”. 1928
- “The Vegetation of the Upper Bealey Basin”, con Walter R. B. Oliver, 1928
- “New Zealand Species of Gigartina”. 1929, 1931
- “The Small-leaved Species of Pittosporum”, con Henry W. Gourlay, 1935

## Honores

### Membresías
- del Philosophical Institute of Canterbury, 1883
- del New Zealand Institute, 1922

### Eponimia
- (Asteraceae) Antennaria laingii A.E.Porsild[1]

- (Boraginaceae) Myosotis laingii Cheeseman[2]

- (Scrophulariaceae) Euphrasia laingii Petrie[3]
- La abreviatura «Laing» se emplea para indicar a Robert Malcolm Laing como autoridad en la descripción y clasificación científica de los vegetales.[4]